# Puras
Puras é um município da Espanha na província de Valladolid, comunidade autónoma de Castela e Leão, de área 10,71 km² com população de 58 habitantes (2007) e densidade populacional de 5,88 hab/km².

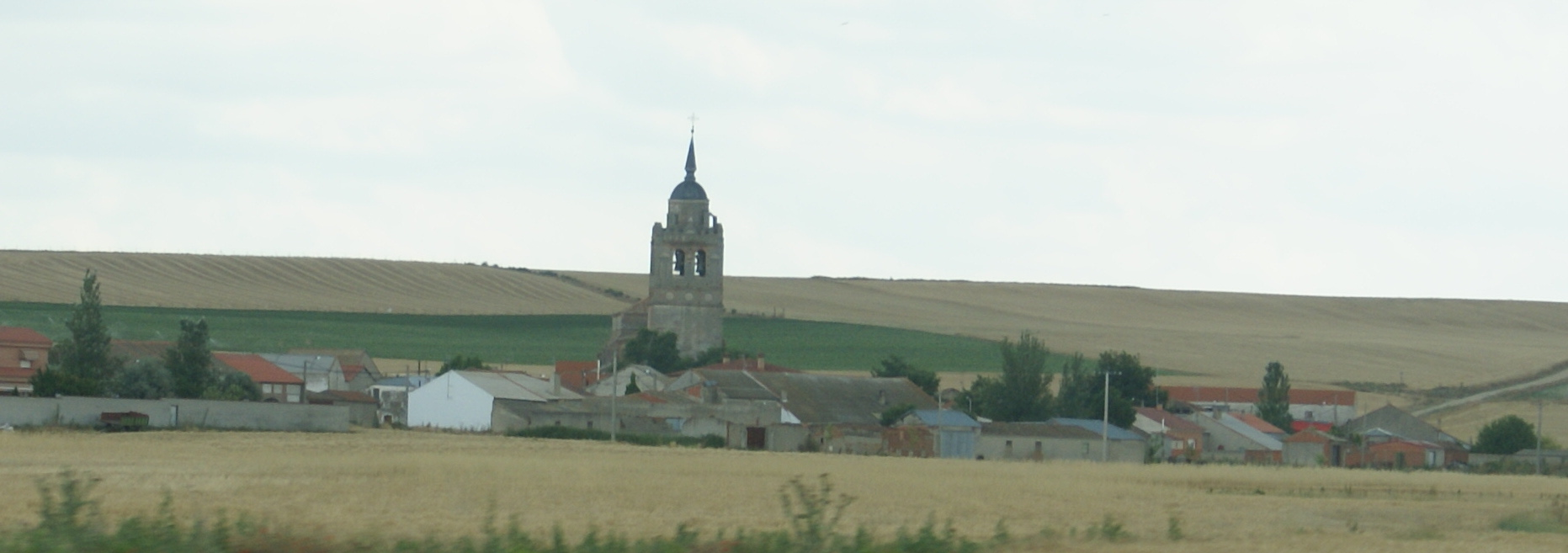
Vista de Puras

## Demografia
| Variação demográfica do município entre 1991 e 2004 | Variação demográfica do município entre 1991 e 2004 | Variação demográfica do município entre 1991 e 2004 | Variação demográfica do município entre 1991 e 2004 |
| --------------------------------------------------- | --------------------------------------------------- | --------------------------------------------------- | --------------------------------------------------- |
| 1991                                                | 1996                                                | 2001                                                | 2004                                                |
| 72                                                  | 63                                                  | 62                                                  | 63                                                  |